# Knorr (Familie)
Knorr ist der Name einer bürgerlichen Familie  aus Halle an der Saale, die sich insbesondere in München entfaltete. Einer der bekanntesten Angehörigen dieser Familie war Ludwig Knorr, der Entdecker des ersten fiebersenkenden Medikaments. Julius Knorr war Urheber des Knorr & Hirth-Verlags.
Die Familie ist Namensgeber der Münchner Knorrstraße.

## Geschichte
Zur gesicherten Stammlinie gibt es übereinstimmende Angaben in den zwei Familienchroniken (1883 und 1896) sowie im Genealogischen Handbuch bürgerlicher Familien (1895). Demnach stammt die Familie Knorr aus Halle an der Saale. Die hier behandelten süddeutschen Angehörigen dieser Familie Knorr seien Nachkommen des Heinrich Knorr, der in der Frühen Neuzeit, im Gegensatz zu seinem protestantischen Bruder Ditmar, katholisch blieb und nach Süddeutschland in die Oberpfalz auswanderte.
In der jüngeren Familienchronik berichtigte ihr Autor Siegfried Wirth in den Nachbemerkungen die Vorfahren Sebastian Knorrs († 13. August 1791), einschließlich dessen Geburtsdatum. Das Geburtsdatum sei nämlich auf der Dachauer Gedenktafel falsch angegeben. Statt dem 20. Januar 1752 laute Sebastians Geburtsdatum 24. Dezember 1749. Sebastian Knorr war kurfürstlich bayerischer Sekretär in Dachau und Gerichtsschreiber. Er heiratete am 9. September 1782 Maria Anna Leythäuser (* 7. September 1756 in Neumühl bei Amberg; † 20. August 1832). Sebastians Vater Georg Michael Knorr (in älteren Quellen fälschlich: Johann Knorr) war u. a. Landwirt und Ratsherr in Luhe bei Weiden in der Oberpfalz, und seit 1742 verheiratet mit Sebastians Mutter Anna Barbara, geborene Popp. Sebastian hatte mit Maria Anna sechs Kinder, die, wie aus einer Stammtafel zu entnehmen ist, selbst teilweise kinderreiche Familien gründeten.
- Ludwig Knorr (* 23. Januar 1783)
- Thomas Knorr (* 31. Dezember 1784)
- Constanzia Knorr (* 20. Januar 1786)
- Eleonora (* 19. März 1787)
- Wilhelm (* 3. August 1790)
- Fanny (* 28. Oktober 1791)

Ludwig war Kaufmann und Inhaber des Kolonialwarenladens von Angelo Sabbadini. Er war außerdem Namensgeber der Knorr-Häuser im heutigen Münchener Luitpoldblock. Mit seiner Ehefrau, der Münchner Kaufmannstochter Elise Sabbaddini wurde er Stammvater der Linie Knorr-Sabbadini. Es sind neun Kinder aus dieser Ehe überliefert, die jeweils eigene Linien begründeten:
- Angeline Dibell (* 3. August 1811 in München; † 13. April 1868), heiratete in Stadtamhof den Kaufmann Johann Baptist Dibelli. Ihre zahlreichen Nachkommen sind bis in die zweite Hälfte des 19. Jahrhunderts bekannt. Eine ihrer Töchter heiratete Gustav Gehring, Bürgermeister von Landshut.[11]
- Marianne Zenetti (* 27. Juli 1812; † 30. Juli 1850), heiratete Johann Karl Zenetti, Bürgermeister von Lauingen. Ihre zahlreichen Nachkommen sind ebenso bis in die zweite Hälfte des 19. Jahrhunderts bekannt. Einer ihrer Söhne war Ferdinand Zenetti.[12]
- Elise Fahrmbacher (* 11. September 1813), heiratete den Kaufmann und Tabakhändler Georg Fahrmbacher. Ihre Nachkommen sind in München weit bis ins 19. Jahrhundert überliefert.[13]
- Auguste Forster (* 8. Dezember 1814; † 3. Juli 1862) heiratete den Freising Arzt und Professor Johann Baptist Forster (1800–1858). Ihre Nachkommenschaft ist bis Ende des 19. Jahrhunderts namentlich bekannt.[14]
- Luise Promoli (* 20. November 1816; † 14. Januar 1882), heiratete in München den Apotheker Joseph Promoli. Sieben ihrer Kinder sind namentlich bekannt, einige hatte eigene Familien. Eine Tochter Laura Promoli (* 1. August 1838) war mit dem Kunstsammler Max von Menz verheiratet. Eine weitere Tochter, Bertha Promoli (* 11. Dezember 1839) heiratete den königlichen Staatsanwalt Franz Bonn. Ein Sohn aus dieser Ehe war Ferdinand Bonn.[15]
- Rosa Zenetti (* 28. Juli 1818), heiratete in München den Kaufmann Ferdinand Zenetti (1812–1878). Auch ihre Nachkommen sind bis Ende des 19. Jahrhunderts bekannt, ihre Tochter Albertine heiratete den königlichen Regierungspräsidenten Max von Pracher. Eines ihrer Kinder war Ferdinand Pracher.[16]
- Angelo Knorr (* 19. Mai 1829; † 19. März 1872), heiratete die Münchener Oberappellationsgerichts-Direktors-Tochter Elisabeth Molitor. Söhne aus dieser Ehe waren beispielsweise der Chemiker Ludwig Knorr und der Verleger Julius Knorr. Ein Enkel Angelos aus der Ehe seines Sohnes Franz Knorr mit Laura Lacher war der Chemiker Angelo Knorr.[17]
- Ludwig Knorr (* 1. Juli 1821; † 24. Juli 1877 in Innichen, Südtirol), Guts- und Brauereibesitzer in München. Aus seiner Ehe mit der königlichen Rentbeamtentochter Marie Stobäus hatte er eine Tochter, die den Wiener Fabrikbesitzer Heinrich Riemerschmidt heiratete.[18]

- Julius Knorr (3. März 1826; † 29. Juli 1881), heiratete Josephine Rottmanner. Eines ihrer neun Kinder, Elise Knorr, heiratete den Zeitungsverleger Georg Hirth. Aus letzterer Ehe sind fünf Kinder namentlich bekannt. Thomas Knorr war ein weiterer Sohn von Julius Kindern.[19]

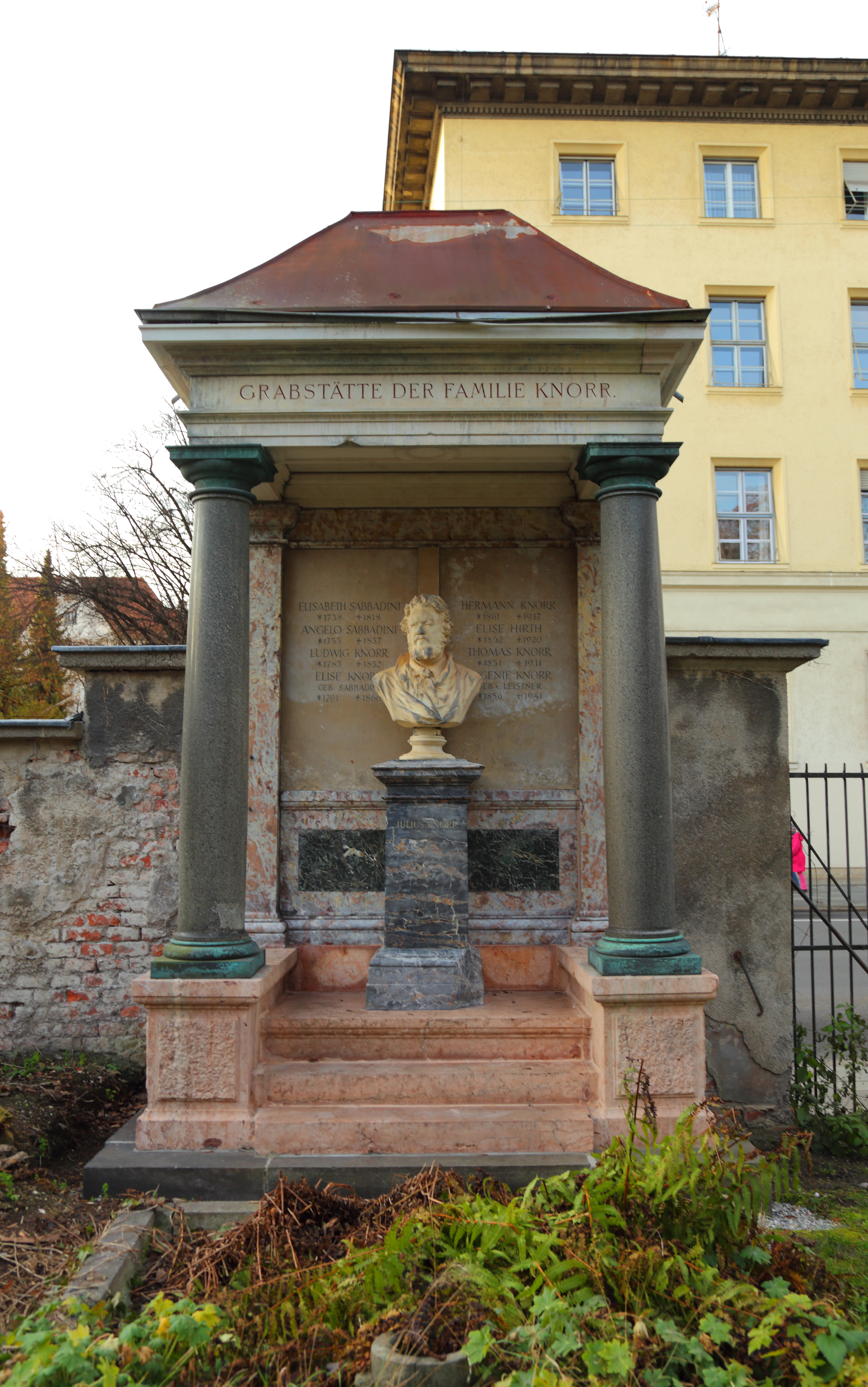
Familiengrab am Münchner Südfriedhof

Am Alten Münchener Südfriedhof befindet sich ein Familiengrab der Familie Knorr.

## Persönlichkeiten
- Angelo Knorr (1882–1932), Chemiker, Fußballfunktionär und der vierte Präsident des FC Bayern München
- Julius Knorr (1826–1881), Zeitungsverleger und Politiker
- Ludwig Knorr (1859–1921), Chemiker
- Ludwig Knorr (1783–1852), Kaufmann, Kolonialwaren-Einzelhändler, Brauereibesitzer und Bankier
- Thomas Knorr (1851–1911), Verleger und Kunstsammler

### Nachkommen aus weiblichen Linien
- Ferdinand Zenetti (1839–1902), Bürgermeister von Lauingen
- Ferdinand Bonn (1861–1933), Schauspieler und Theaterleiter
- Ferdinand Pracher (1860–1923), bayerischer Regierungspräsident

## Trivia
Nach Angaben der Bayerischen Staatszeitung war ein Vorfahre der Knorr „aus älterer Zeit“ (vor ihrer Einwanderung in die Oberpfalz) Mitglied im Illuminatenorden.